# Centaurea phaeolepis
Centaurea phaeolepis — вид квіткових рослин родини айстрових (Asteraceae). Ендемік Алжиру.